# NGC 4226
NGC 4226 (другие обозначения — UGC 7297, MCG 8-22-90, ZWG 243.57, PGC 39312) — галактика в созвездии Гончие Псы.
Этот объект входит в число перечисленных в оригинальной редакции «Нового общего каталога».
В галактике вспыхнула сверхновая SN 2008bn типа II, её пиковая видимая звездная величина составила 16,5.